# Michel Martelly
Michel Joseph Martelly (Port-au-Prince, 12 de fevereiro de 1961), também conhecido pelo seu nome artístico de Sweet Micky, é um antigo político e músico haitiano, foi Presidente do seu país de 2011 até 2017. Candidato a presidência do Haiti na eleição presidencial de seu país em 2010, foi anunciado no dia 4 de abril de 2011 como o vencedor do 2º turno das eleições, derrotando a ex-primeira dama Mirlande Manigat.
Após cumprir o seu mandato como Presidente do Haiti, ele deixa a Presidência no dia 7 de fevereiro de 2017 sem ter passado o governo a seu sucessor devido a uma crise eleitoral.

## Crise eleitoral no Haiti
Houve eleições presidenciais em 2015 para sucessão de Michel Martelly mas as irregularidades cometidas no primeiro turno do pleito de 25 de outubro detonaram a atual (2016) crise política. O Haiti tinha previsto realizar em 24 de janeiro de 2016 o segundo turno das eleições presidenciais, que foram adiadas dois dias antes pelo Conselho Eleitoral Provisório (CEP) perante a situação de violência vivida no país e que deixou pelo menos quatro mortos.
A crise permaneceu e, antes de sair, o Presidente e o parlamento do Haiti acordaram constituir um governo provisório para evitar um vazio de poder ao término do mandato de Martelly. O acordo estabelecia um governo de transição de um mandato de 120 dias que deveria organizar eleições em 24 de abril de 2016.
Durante a vacância da presidência o governo ficou sob o comando do primeiro-ministro Evans Paul de 7 a 14 de fevereiro de 2016.

### Posse do presidente do Senado do Haiti
O presidente do Senado do Haiti, Jocelerme Privert, foi eleito presidente interino do país no dia 14 de fevereiro de 2016, uma semana depois da saída de Michel Martelly. A escolha foi feita pela Assembleia Nacional em dupla votação após uma sessão que durou mais de 10 horas e cujo mandato seria até a realização das eleições presidenciais com um prazo máximo de 120 dias.

## Discografia
| Título         | Ano  |
| -------------- | ---- |
| Woule Woule    | 1989 |
| Anba Rad La    | 1990 |
| The Sweetest   | 1992 |
| Men Koze-A     | 1993 |
| I Don't Care   | 1994 |
| Pa Manyen      | 1995 |
| Tout Ce Mately | 1996 |
| Aloufa         | 1997 |
| 100.000 Volts  | 1998 |
| Dènye Okazyon  | 1999 |
| 'SiSiSi        | 2001 |
| Totot          | 2003 |
| GNB            | 2005 |
| Bandi Legal    | 2008 |